# Große Bleichen

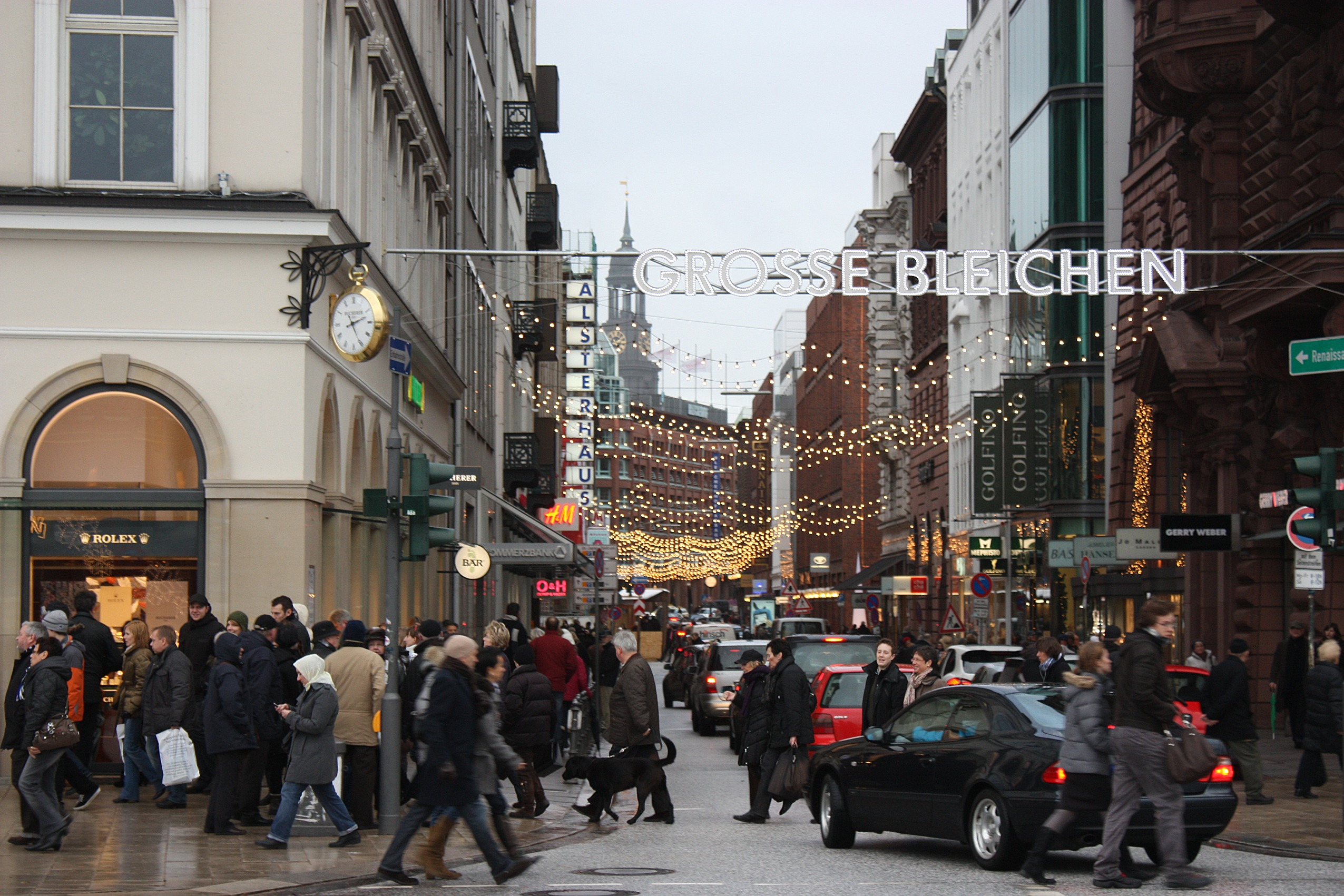
Die Großen Bleichen während der Weihnachtszeit 2010 vom Jungfernstieg

Große Bleichen ist der Straßenname einer vornehmen Einkaufsstraße in der Hamburger Neustadt. Die Straße erstreckt sich vom Jungfernstieg bis zum Axel-Springer-Platz. Fünf Einkaufspassagen sind hier gelegen.

## Lage
Die Straße befindet sich im Passagenviertel Hamburgs. Sie führt vom Jungfernstieg in Richtung des Großneumarkts, dem Zentrum von Hamburg-Neustadt, bis zum Axel-Springer-Platz und kreuzt dabei die Poststraße, sowie die Straßen Heuberg/Bleichenbrücke. Parallel zum Verlauf der Großen Bleichen liegt die Straße Neuer Wall, die ebenfalls viele Einkaufsmöglichkeiten bietet. Die Straßen Heuberg, Große Bleichen und Hohe Bleichen bilden zusammen einen dreieckigen Platz. Weiter in südwestlicher Himmelsrichtung endet die Straße an der Kreuzung von Axel-Springer-Platz, Wexstraße und Stadthausbrücke. Ab dem Axel-Springer-Platz wird die Straße von der Wexstraße fortgesetzt.

## Geschichte
Im Jahr 1718 wurde begonnen, die Straße zu bebauen; ihren heutigen Namen erhielt sie 1729. Die Wiesen, die sich dort befanden, konnten von den Hamburger Bürgern bereits im 15. Jahrhundert zum Bleichen ihrer Wäsche genutzt werden. Diese Flächen dienten der allgemeinen Benutzung der Bürger, wurden aber auch gewerbsmäßig von professionellen Bleichern zum Bleichen von Leinen genutzt. Weitere Straßen wie Bleichenbrücke, Hohe Bleichen und Bleichenstieg befinden sich in unmittelbarer Nähe. Sie alle verweisen auf die historische Nutzung der früheren Wiesenflächen. Große Bleichen steht im Plural, da mehrere Felder gemeint sind.
Das Hamburger Kanalisationssystem fand seinen Ursprung 1842 an den Großen Bleichen. Wenige Monate nach dem Großen Brand starteten bereits die ersten Bauarbeiten. Ein in Hamburg lebender Brite namens William Lindley entwickelte ein System, das das Abwasser in die Elbe leiten sollte und somit dem Gestank in der Stadt ein Ende bereitete. Die erste große Sielanlage unter den Großen Bleichen ist sogar noch heute in Betrieb.

## Erscheinungsbild
Die Straße Große Bleichen gilt als eine der wichtigsten Einkaufsstraßen in Hamburg. Ladengeschäfte teurer Luxusmarken reihen sich hier nebeneinander. Fünf Einkaufspassagen beherbergen auch kleinere Boutiquen, Restaurants und Cafés. Im Jahr 2011 wurde der Innovationsbereich Passagenviertel gegründet, ein sogenannter Business Improvement District (BID). Insgesamt fünf Millionen Euro investierten die Grundeigentümer in die Aufwertung der Straßen und der Infrastruktur des Viertels.

## Einzelne Gebäude
(fett gesetzte Hausnummern stehen unter Denkmalschutz)
- 2: 1845, umgebaut um 1952/53, 62/63; Entwurf: Hermann Peter Fersenfeldt, Umbau Schramm & Elingius. Eckgebäude zum Jungfernstieg, die unteren beiden Geschosse sind eine Rekonstruktion im Stil der Nachbrandarchitektur.[8]

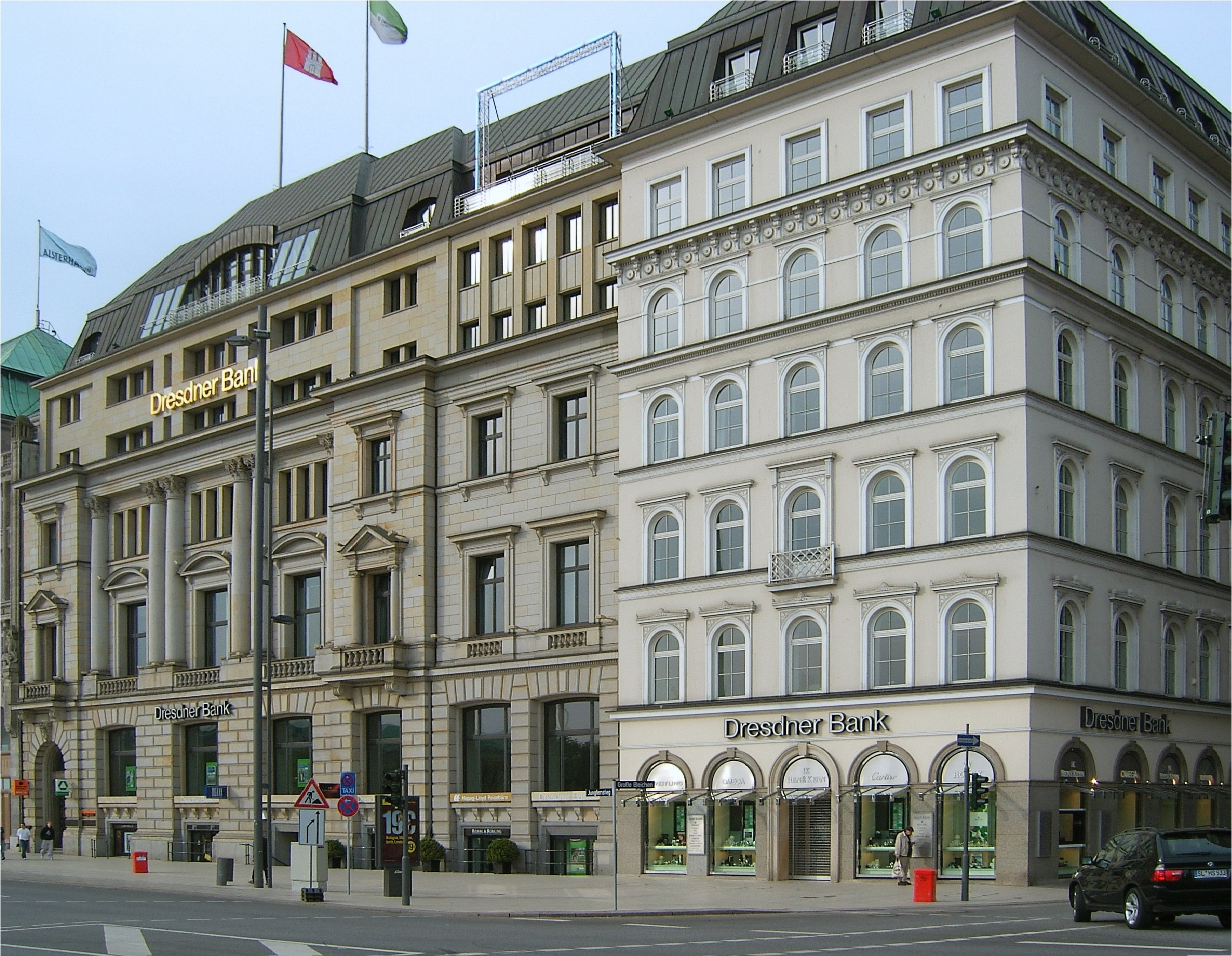
Eckgebäude Jungfernstieg 25/Große Bleichen 2 (rechts) heute
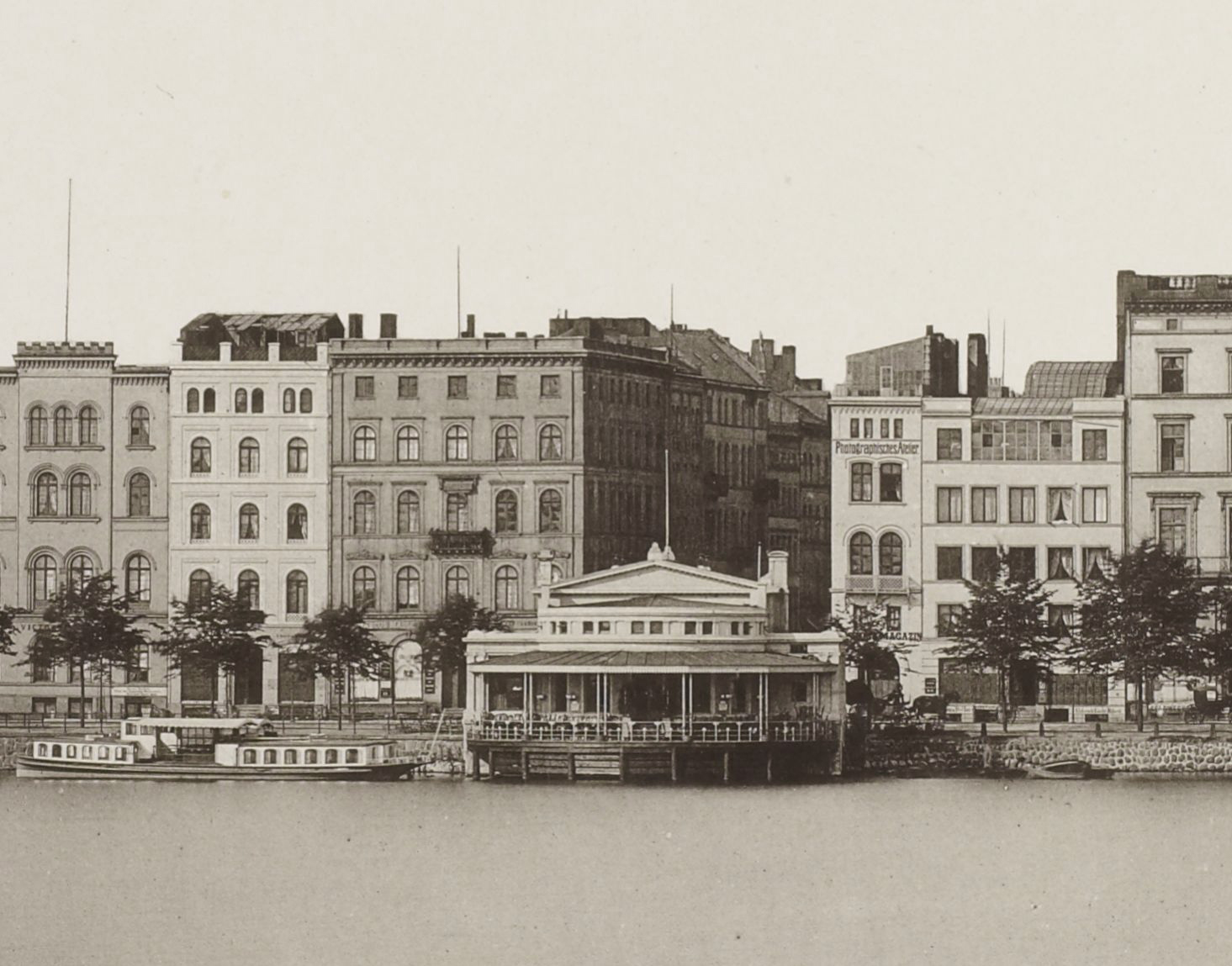
Eckgebäude 1880 (links hinter dem Alsterpavillon)
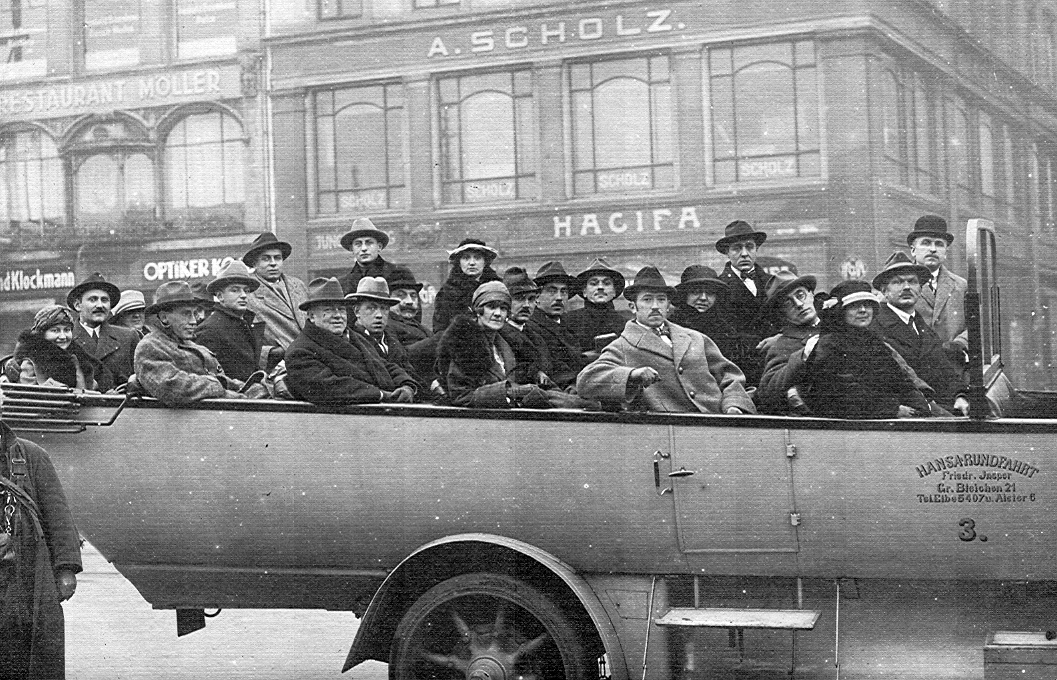
Eckgebäude 1923 mit geänderter Fassade in den unteren Stockwerken

- 16: Der Hamburger Hof nach Entwurf von Hanssen & Meerwein mit Fassadenplastik von Engelbert Peiffer 1881–83 an der anderen Ecke zum Jungfernstieg. Ursprünglich stand hier zwischen 1843 und 1881 die erste Einkaufspassage Deutschlands „Sillems Bazar“. Das Hotel Hamburger Hof mit der noch heute erhaltenen roten Sandsteinfassade wurde 1917 durch einen Brand und 1942 durch Bombardierung, hier insbesondere das Dach mit Giebeln und Türmchen, teilweise zerstört.[9] Über die Jahre wurde es zu einem Bürohaus umgebaut und 1976–79 mit einer Einkaufspassage versehen, die 1985 zur Poststraße geöffnet wurde.[8]

- 17: Die Alte Post, 1843–48 nach Entwurf von Alexis de Chateauneuf (nur Fassade erhalten) an der Ecke Poststraße.

- 30, 36: Das Hanse-Viertel, 1978–80 nach Entwurf von Volkwin Marg, ist ebenfalls eine Einkaufspassage, die an den Großen Bleichen liegt. Der Gebäudekomplex befindet sich zwischen der Poststraße und den Großen Bleichen. Die Hanse wurde zum visuellen Markenzeichen des Gebäudes. Der rote Boden ist mit Messing-/Bronzewappen und Namen bedeutender Hansestädte verziert. Noch heute spielen die 23 bronzenen Glocken stündlich ein anderes Lied und erinnern an eine übliche Tradition der Hansestädte. Angeschlossen ist das Broschek-Haus, 1925/26 nach Entwurf von Fritz Höger, komplettiert 1980 von Marg, mit einem Hotel.

- 32: Ehemals 1864 mit einem Vorderhaus im Klassizistischen Stil bebaut. 1890 wurde dahinter das Etablissement Trocadero ergänzt.[10] Im Zweiten Weltkrieg wurde der hintere Teil des Grundstücks schwer beschädigt und daher die Ruine in den 1970er Jahren zugunsten des Neubaus des Hanseviertels abgerissen. Das Vorderhaus wurde bereits 1954 neu gebaut.

- 21: Die Einkaufspassage Galleria, 1978–83 nach Entwürfen von Heinz Rupertz (Gebäude) und Trix und Robert Haussmann (Ladenpassage) befindet sich gegenüber dem Hanseviertel, geschmückt mit einem Marmorboden im Schachbrettmuster und der traditionellen hamburgischen Backsteinfassade.

- 23–27: Die Kaisergalerie ist eine weitere Einkaufspassage in den Großen Bleichen. Sie befindet sich zwischen der Galleria und dem Kaufmannshaus, gegenüber vom Hanseviertel. Im ehemaligen Jenisch-Palais erstattete Kaiser Wilhelm I. Jahre 1881 dem Hamburger Senat einen Besuch. Als das schlossartige Gebäude im Jahre 1907–09 durch die heutige Kaisergalerie nach Entwurf von Emil Großner ersetzt wurde, wurde ein Name gewählt, um an dieses Ereignis zu erinnern. In dieser Passage ist heute eine Mischung aus Sandsteinsäulen, Terrazzoböden und Luxusmarkengeschäften zu finden.[11]

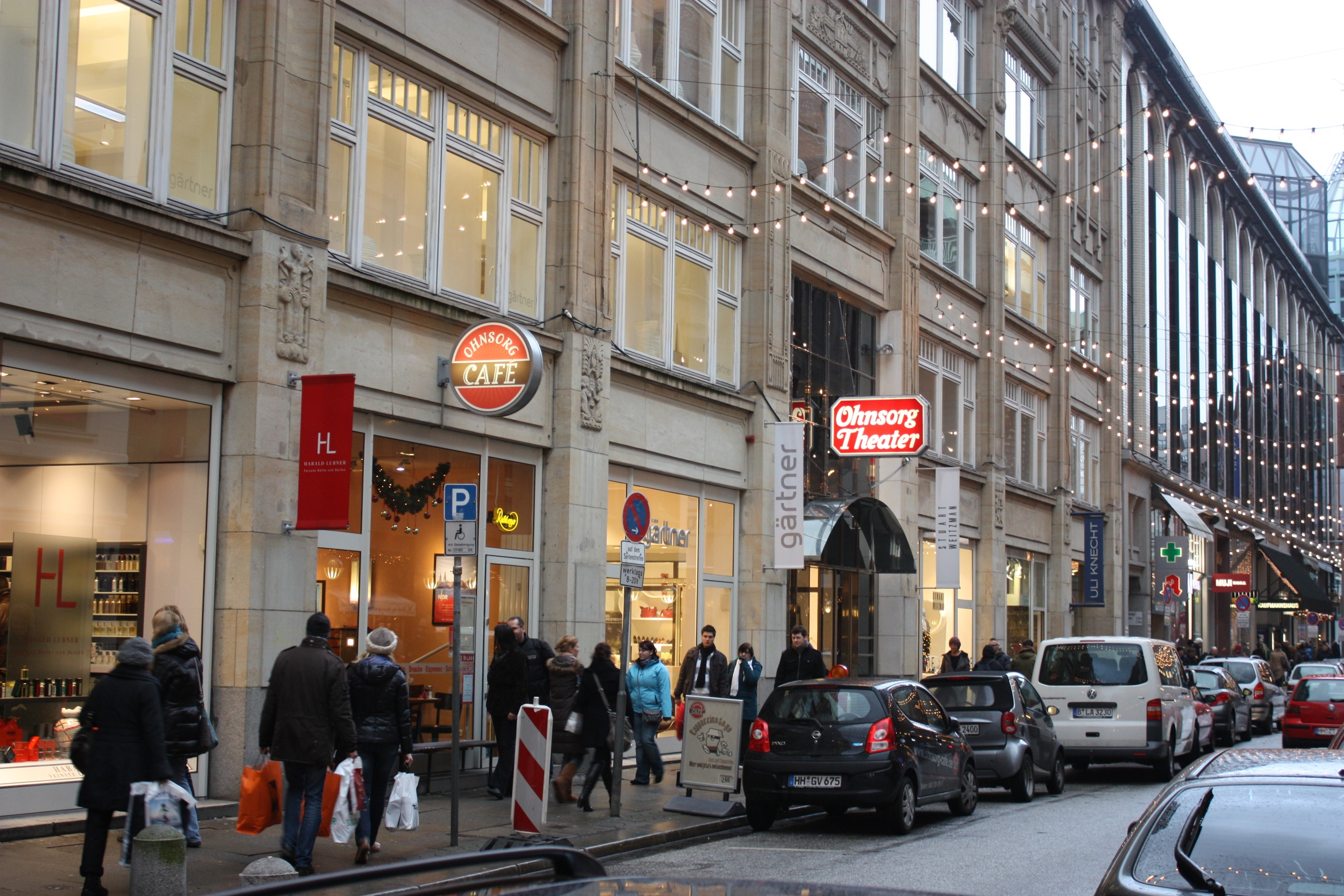
Kaisergalerie 2010 noch mit Ohnsorg-Theater

Bis 2011 befand sich hier das Ohnsorg-Theater: 1936 zog das Theaterensemble „Niederdeutsche Bühne“ an die Großen Bleichen 23/27. Im Jahr 1946 erhielt die Bühne den Namen Richard-Ohnsorg-Theater. Die Ära an den Großen Bleichen endete 2011 mit dem Umzug in das Bieberhaus am Heidi-Kabel-Platz. In der Folge begann die Revitalisierung der Kaisergalerie.
Außerdem befand sich hier von 1986 bis 2004 die Zentralbibliothek der Hamburger Öffentlichen Bücherhallen, bis sie in die Straße Hühnerposten verlegt wurde.
- 31: Das Kaufmannshaus ist ein Laden- und Bürokomplex, der die fünfte Einkaufspassage der Großen Bleichen beinhaltet. Das Gebäude befindet sich an der Ecke Große Bleichen und Bleichenbrücke, direkt neben der Kaisergalerie. Es wurde 1905 im typisch hamburgischen Kontorhausstil durch Stammann und Zinnow erbaut und von 2011 bis 2013 ein letztes Mal modernisiert. Während dieser Umbaumaßnahmen erhielt das Kaufmannshaus einen Steg entlang des Bleichenfleets, der an eine Art Promenade erinnert.[14][15][16]

Der Rest der Klassizistischen Gebäude wurde im Zweiten Weltkrieg zerstört oder zugunsten des Hanseviertels abgerissen.